# Sőregi János
Sőregi János (Kiscigánd, 1892. december 25. – Debrecen, 1982. április 13.) muzeológus, régész, 1936 és 1950 között a Déri Múzeum igazgatója.

## Élete
Középiskolai tanulmányait Sárospatakon végezte, ahol 1910-ben érettségizett, majd jogi tanulmányait megszakítva elvégezte a tiszti iskolát. Négy évet önkéntesként az első világháborúban harcolt, ahonnan 1918-ban szerelt le mint főhadnagy. 1919-ben befejezte jogi tanulmányait, majd szülőfalujában jogászkodott és gazdálkodott három évig. Közben néprajzi anyagokat gyűjtött és írogatott a Pesti Hírlap számára.
1920-ban ismerkedett meg a Bodrogközben kutató Györffy Istvánnal, Ébner (Gönyey) Sándorral, Lajtha Lászlóval és Ecsedi Istvánnal.
1922-ben került Debrecenbe, a Városi Múzeumba Györffy István meghívására. Itt Zoltai Lajos mellett volt díjtalan gyakornok 1932-ig, közben pedig a Tisza István Tudományegyetemen bölcsészeti tanulmányokat folytatott, majd 1924–25-ben a bécsi Collegium Hungaricumban végzett állami ösztöndíjjal régészeti és muzeológiai tanulmányokat. 1927-ben szerzett doktori címet egyetemes történelem, régészet és geográfia tárgykörökből.
1930-ban múzeumőr státuszt nyert, majd Ecsedi István halála után 1936-tól 1950-ig, nyugalomba vonulásáig a debreceni Déri Múzeum igazgatója volt.

## Munkássága

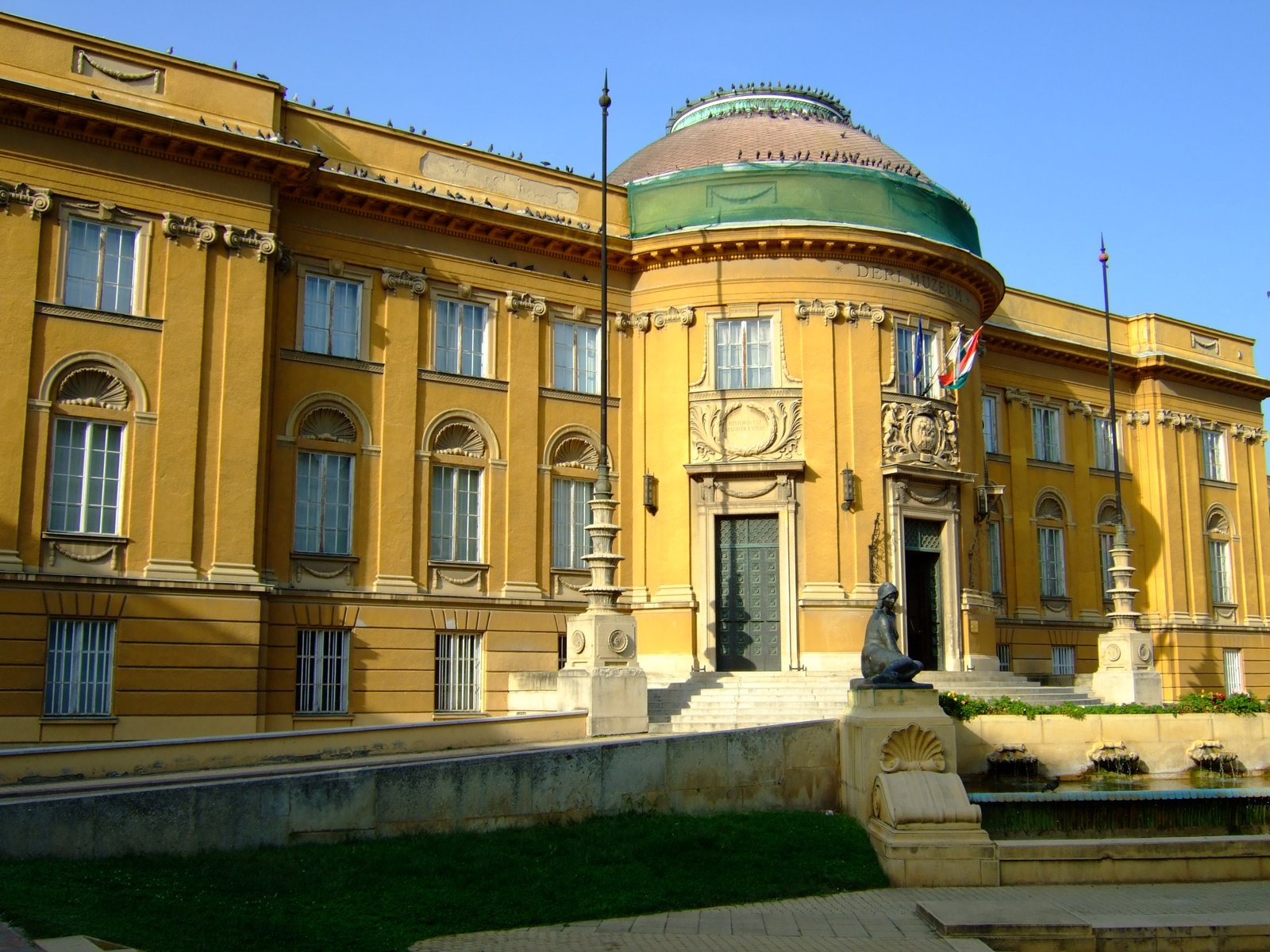
A debreceni Déri Múzeum főkapuja (2008).

Szűkebb kutatási szakterülete volt az ős-, illetve a középkori régészet és annak néprajzi vonatkozásai, Debrecen környékén és a Felső-Tisza-vidék mentén. E témakörökben a szakfolyóiratokban számos cikke, tanulmánya jelent meg.
Neki tulajdonítható a Déri Múzeum iparművészeti és numizmatikai mentése a második világháború végén, amikor az anyagot nyugatra akarták evakuálni. Az ő irányítása alatt került sor a panyolai tölgyfaépítmény régészeti feltárására, a Debrecen környéki ásatásokra. Az ő nevéhez fűződik a hortobágyi pásztorélet tárgyi emlékeinek gyűjtése és a Pásztormúzeum elődjének kialakítása a hortobágyi csárda épületében.
Rendkívül jelentős volt a helytörténeti, néprajzi és tudománytörténeti tevékenysége, de nagy számban írt különböző szaklapokban, természettudományi és főként ornitológiai megfigyeléseiről is.
Munkásságát tekintve apróbb érdekesség, hogy tőle származik az egyik első hiteles és dokumentált Kárpát-medencei tornádóészlelés. A Nábrád község külterületén 1936. augusztus 8-án károkat okozó légörvényt Sőregi 10 fényképpel dokumentálta.

## Főbb művei
- A szkíta-magyar kontinuitás (Karcag, 1927)[2]
- Méhkas alakú földbe vájt üregek feltárása (Debrecen, 1932)
- A panyolai tölgyfaépítmény (Debrecen, 1933)
- A hortobágy-görbeháti középkori templom és temető (Debrecen, 1935)
- Ecsedi István (1885-1936) (Debrecen, 1937)
- A debreceni Thaly-szoba (Debrecen, 1940)
- Zoltai Lajos (1861-1939) (Debrecen, 1941)
- Debrecen város Déri Múzeuma és műkincsei (Budapest, 1941)
- Írások a százéves szabadságharc emlékezetére (Debrecen, 1948)
- Hajdúsági Halmok (M. Nepper Ibolyával és Zoltai Lajossal, Hajdúböszörmény, 1981)
- Kék könyv - Ifjúkori napló (Sőregi 1910 és 1914 között íródott fiatalkori naplója, Cigánd 2015)

## Emlékezete

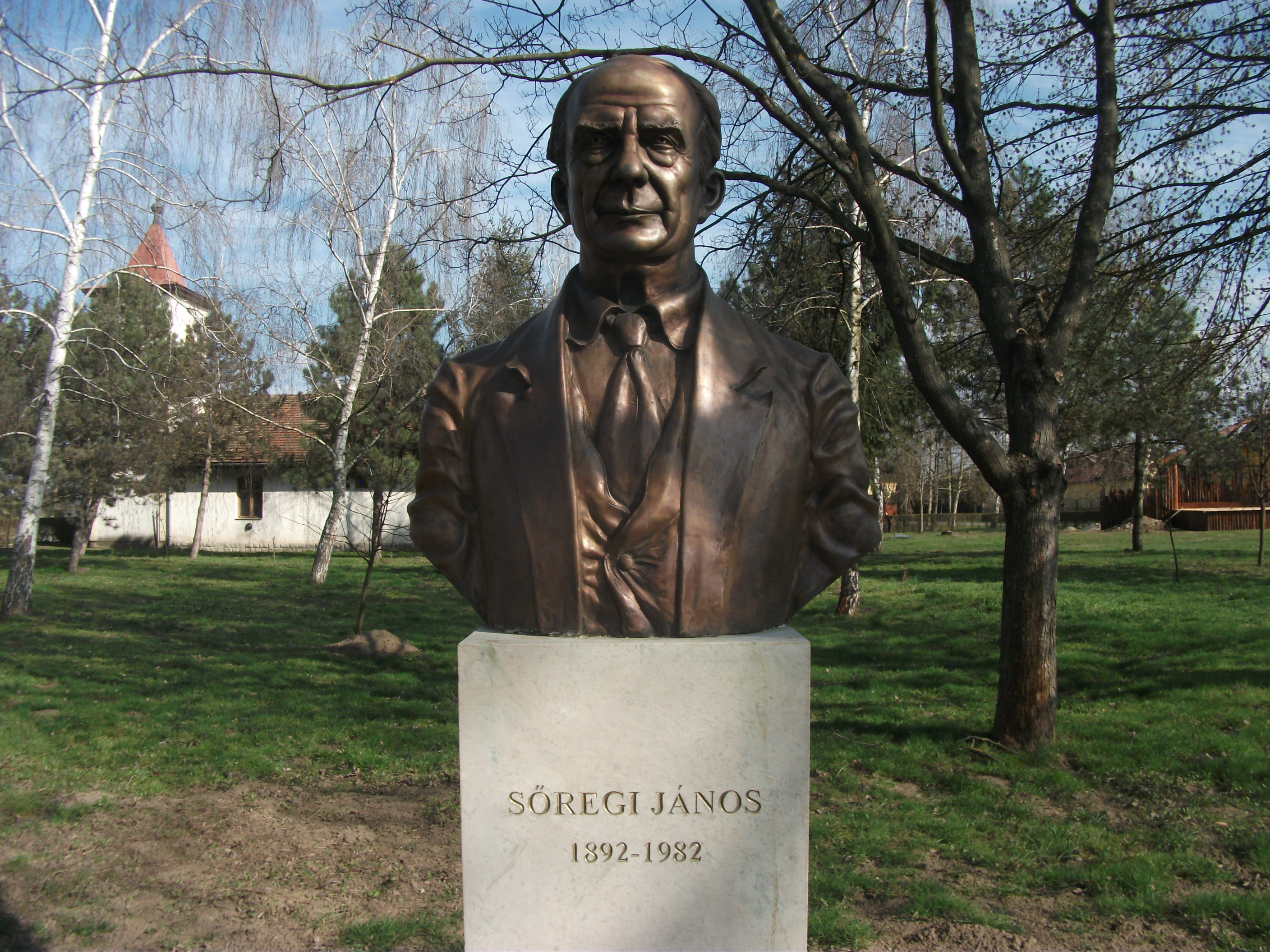
Sőregi János bronz mellszobra Cigándon - Czigándy Varga Sándor alkotása, 2013.

- 2013. augusztus 18-án felavatták Sőregi János bronz mellszobrát Cigándon.[3]
- A tudós bodrogközi vonatkozású hagyatékát, családja a Cigándi Falumúzeumnak adományozta, melyet a Bodrogközi Múzeumporta róla (és édesapjáról Sőregi Mártonról) elnevezett kiállítási célokat szolgáló épülete a „Sőregi-ház” őriz.[4]